# 打字機 (影集)
《打字機》是2019年印度恐怖網絡影集，由蘇喬伊·戈許執導的恐怖劇。 由帕魯布·科里、帕羅米·戈許和薩米爾·柯赫爾主演。它於2019年7月19日在Netflix首播。 該系列於2018年11月宣布。

## 劇情
本劇集圍繞著果阿邦一棟鬧鬼的房子和一本捕捉幽靈的想像力書籍。

## 角色
- 帕羅米·戈許 飾演 Jenny Fernandes，Nick和Anya的母親
- 帕魯布·科里 擔任 警察Ravi Anand
- 薩米爾·柯赫爾 飾演 Jenny的丈夫Peter Fernandes
- Aarna Sharma 飾演 Sameera Anand又名Sam，警察Anand的女兒和幽靈俱樂部的領導人
- Aaryansh Malviya 飾演 Nikhil aka Nick，幽靈俱樂部成員
- Palash Kamble 飾演 Devraj Banerjee又名Bunty，幽靈俱樂部的成員
- 米蓋爾·甘地 飾演 Satyajit Tandon又名Gablu，幽靈俱樂部成員
- 吉舒·塞吉普塔 飾演 數學老師Amit Roy
- Sara Gesawat 飾演 Anya Fernandes，Jenny的女兒和小提琴手

## 資料來源

### 腳註
1. ↑  Arora, Akhil. . NDTV. 20 June 2019  [2 July 2019]. （原始内容存档于2019-08-24）.
2. ↑  Frater, Patrick. . Variety. 8 November 2018  [2 July 2019]. （原始内容存档于2019-07-04）.
3. ↑  . India Today. 26 June 2019  [2 July 2019]. （原始内容存档于2019-07-02）.

### 外部連結
- 互联网电影数据库（IMDb）上《打字機》的资料（英文）